# Megachile fraterna
Megachile fraterna är en biart som beskrevs av Smith 1853. Megachile fraterna ingår i släktet tapetserarbin, och familjen buksamlarbin. Inga underarter finns listade i Catalogue of Life.